# Ericus Brunnius
Ericus Erici Brunnius, född 25 mars 1597 i Brunnagård i Stigsjö socken i Ångermanland, död omkring 1 juli 1664 i Stockholm vid riksdagen, var en svensk historiker, teolog, riksdagsman och superintendent.

## Biografi
Ericus Brunnius var son till bonden Erik Olofsson och Märta Olofsdotter, och kom från samma socken som den senare ärkebiskopen Laurentius Stigzelius, som skulle bli hans studiekamrat och vän genom livet. Han tog enligt tidens bruk tillnamnet efter födelsestället och kallade sig Brunnius, när han inträdde på den lärda banan såsom studiosus i Gävle 1613. 
Han inskrevs 1617 vid universitetet, disputerade 1622 för Jonas Magni Wexionensis, 1625 för Martinus Stenius, och blev sistnämnda år filosofie magister i Uppsala, varefter han utsågs till handledare åt en ung Klas Hansson Bjelkenstjerna och gjorde från 1630 en längre resa genom Republiken Förenade Nederländerna, England och Frankrike; under denna tid var han inskriven som student vid Leidens universitet. 
Återkommen till hemlandet, utnämndes han 1636 till Johannes Loccenius efterträdare som professor i historia vid Uppsala universitet. Han var rektor vid Uppsala universitet 1641 och 1646. 1645 bytte han lärostolen i historia mot en vid teologiska fakulteten där samt blev 1647 (1648?) superintendent i Göteborg, som biskopsämbetet då kallades. 
Utnämningen var kontroversiell, då magistraten i Göteborg föreslog Emporagrius, Stigzelius och Brunnius som superintendentkandidater, men drottning Kristina lär ha svarat, att de "... voro oumbärliga där de voro". Utnämningen till superintendent försökte han slippa, men drottningen drev igenom den eftersom "reipsa episcopatus" var en "stor promotion" för honom. År 1648 tilldelades han doktorsgraden i teologi i Uppsala.  
Såsom stiftsstyresman utmärkte han sig genom varmt intresse för skolväsendet och ivrade för konkordieformelns erkännande som symbolisk skrift. Han förskaffade Göteborg ett nytt läroverkshus, dess förste boktryckare 1649, Amund Grefwe, som därmed fick möjlighet att sprida en mängd manualer och andaktsböcker inom stiftet. 
Det är sannolikt till stor del hans verk att Göteborgs gymnasium kom i åtnjutande av den stora Hvitfeldtska donationen. Den 12 november 1648 invigde han Tyska kyrkan i Göteborg. Strax innan han tillträdde posten hade Halland och Bohuslän lagts till stiftet, vilka tillfallit Sverige. En av hans viktigaste uppgifter som superintendent blev därmed att inlemma den nya befolkningen till Svenska kyrkan.
Som historiker har han endast skrivit två disputationer, en kommentar till Tacitus Annaler och ett försök till en historisk periodindelning. Att han alls undervisade i Tacitus kritiserades av Johan Skytte och ärkebiskop Laurentius Paulinus Gothus, som menade att han förr borde lära studenterna den profetiska historien, den svenska historien, och i sista hand de klassiska hävdatecknarna. Eftersom vännen Stigzelius och svärfadern Lenaeus var aristoteliker, har det antagits att även Brunnius var så, varmed han sannolikt fick fiender i ramisterna.
Han bevistade riksdagarna från 1647 och till sin död, och ingick som ledamot i kyrkolagskommittén av 3 juni 1658. Vid riksdagen i Stockholm 1664 representerades Göteborgs prästerskap av superintendenten Ericus Brunnius och lektorn Jonas Torinus. Brunnius dog vid mötet, strax efter att han undertecknat domen över biskopen Johannes Elai Terserus. Han ligger begravd i Uppsala.
Brunnius var gift med Margareta Clo, dotter till ärkebiskop Lenaeus och dotterdotter till ärkebiskop Petrus Kenicius från Bureätten; deras barn adlades med namnet Rosenmarck.